# Georg Hafström
Georg August Hafström, född den 6 augusti 1882 i Stockholm, död den 20 mars 1984 i Saltsjöbaden, var en svensk sjömilitär. Han var brorson till Gillis Hafström och far till Hans Hafström.
Hafström blev löjtnant vid flottan 1907, kapten där 1915 och kommendörkapten av andra graden 1931. Han kom att ägna sig åt sjöhistoriskt författarskap och bedrev omfattande forskning inom området. En stor del av resultaten publicerades i Forum navale och Tidskrift i sjöväsendet, medan annat förvaras i Krigsarkivet. Hafström invaldes som korresponderande ledamot av Örlogsmannasällskapet 1939. Han blev riddare av Svärdsorden 1926 och av Nordstjärneorden 1945. Hafström vilar på Galärvarvskyrkogården i Stockholm.